# Gamasellus sexornatus
Gamasellus sexornatus är en spindeldjursart som beskrevs av Wolfgang Karg 1997. Gamasellus sexornatus ingår i släktet Gamasellus och familjen Ologamasidae. Inga underarter finns listade i Catalogue of Life.